# 廣都
廣都是今中國四川雙流区的古地名，古蜀國曾定都于此。西元前四世紀，古蜀國國王開明五世（另一說法為開明九世）將首都從此遷至成都。